# ماهی حلوای انگلیسی
ماهی حلوای انگلیسی (نام علمی: Parophrys vetulus) نام یک گونه از زیرخانواده راست‌رویان است.